# Life for Rent
Life for Rent é o segundo álbum de estúdio da cantora inglesa Dido, lançado em 2003 vendeu mais de 12 milhões de cópias.[carece de fontes?]

## Faixas
1. "White Flag" – 04:01
2. "Stoned" – 05:55
3. "Life for Rent" – 03:41
4. "Mary's in India" – 03:42
5. "See You When You're 40" – 05:20
6. "Don't Leave Home" – 03:46
7. "Who Makes You Feel" – 04:21
8. "Sand in My Shoes" – 05:00
9. "Do You Have a Little Time" – 03:55
10. "This Land Is Mine" – 03:46
11. "See the Sun" – 10:36 ("See the Sun" dura 5:04, é seguida por 2:01 de silêncio e pela faixa escondida "Closer" – 3:29)